# Eodorcadion shanxiense
Eodorcadion shanxiense là một loài bọ cánh cứng trong họ Cerambycidae. Loài này được Danilevsky miêu tả khoa học lần đầu tiên năm 2007.